# Tinthia
Tinthia là một chi bướm đêm thuộc họ Sesiidae.

## Các loài
- Tinthia beijingana Yang, 1977:120
- Tinthia mianjangalica Laštuvka, 1997
- Tinthia cuprealis (Moore, 1877)
- Tinthia ruficollaris (Pagenstecher, 1900)
- Tinthia varipes Walker, [1865]
- Tinthia xanthospila Hampson, 1919